# Isopogon adenanthoides
Espèce
Classification APG III (2009)
Isopogon adenanthoides est une espèce de plantes à fleurs de la famille des Proteaceae. C'est petit arbuste endémique au sud-ouest de Australie-Occidentale.
Il mesure  généralement entre 0,3 et 1 mètre de haut et produit des fleurs roses à pourpre entre juin et octobre dans son aire de répartition naturelle.
L'espèce a été décrite par le botaniste Carl Meissner dans Hooker's Journal of Botany and Kew Garden Miscellany en 1855. 